# Hong Kong Express
Hong Kong Express est le 127e roman de la série SAS, écrit par Gérard de Villiers et publié en juin 1997 aux éditions Gérard de Villiers. Comme tous les SAS parus au cours des années 1990, le roman a été édité lors de sa publication en France à 200 000 exemplaires.
L'action se déroule du 19 au 31 mars 1997 (la date du 19 mars 1997 est citée au chapitre II) à Hong Kong et Macao.
Malko Linge est chargé de vérifier si une filière d'exfiltration de Chinois est sûre ou si elle a été infiltrée par les services secrets chinois.

## Personnages principaux

### Américains et alliés
- Malko Linge : héros du roman, Autrichien, agent contractuel de la CIA.
- Philip Drake : chef de poste de la CIA à Macao et Hong Kong
- Larry Wu : honorable correspondant de la CIA, d'origine asiatique
- Shirley Yip : honorable correspondant de la CIA et militante des droits de l'homme.
- Jim Mahoney : agent de la CIA à Guangzhou.

### Personnages chinois
- Chai Lin : dissidente chinoise ; épouse de Hu Wang.
- Hu Wang : dissident chinois ; époux de Chai Lin.
- Tang Ho : propriétaire d'un casino lucratif et mafieux notoire.
- Li Lu : étudiante à l'université de Canton.
- Lionel : métis, contact de Li Lu pour la filière d'exfiltration.
- Zhou Zekai : nouveau chef des services secrets de la Chine populaire à Hong Kong.
- Stephen Lee : millionnaire chinois.
- Lan : prostituée.

### Autres personnages
- Apolinario Ribeiro : fonctionnaire portugais chargé de la surveillance des jeux à Macao.

## Résumé

### Début du roman
Sept ans et demi après les manifestations de la place Tian'anmen en 1989 durement réprimées, Hu Wang sort de prison, totalement brisé par le laogai chinois. Il est récupéré par sa femme Chai Lin, qui souhaite utiliser l'ancienne filière d'exfiltration des dissidents chinois, « Yellowbird », appelée « Hong Kong Express » par la CIA (« Prologue »).
Apolinario Ribeiro est un fonctionnaire portugais chargé de la surveillance des jeux à Macao. Il a découvert que Zhou Zekai, directeur du contre-espionnage chinois à Honk-Kong, a rencontré le mafieux Tang Ho, propriétaire d'un casino lucratif et jadis responsable de la filière « Yellowbird » / « Hong Kong Express ». Honorable correspondant de la CIA, Apolinario Ribeiro veut transmettre l'information à Philip Drake, le chef de poste de la CIA à Macao et Hong Kong, mais il est assassiné sans avoir pu rencontrer Drake. L'assassin lui-même est tué par la suite par son commanditaire (chapitre 1er).

### Aventures
Trois jours après, Malko est envoyé à Hong Kong. On est le 19 mars 1997 et Hong Kong doit être rétrocédé par les Britanniques à la Chine le 1er juillet suivant. Drake donne pour mission à Malko d'enquêter sur la disparition de Larry Wu, honorable correspondant de la CIA, chargé d'exfiltrer de Chine les deux dissidents Chai Lin et son mari Hu Wang. On sait que le couple et Larry Wu ont quitté Pékin mais ils ne sont jamais arrivés à Hong Kong, qu'ils doivent quitter le 31 mars par un navire pour Manille que Drake a secrètement affrété pour eux. Ceci signifie que Malko dispose au maximum de 12 jours pour les retrouver et les amener à Hong Kong. On ignore si le trio se cache ou a été arrêté (chapitre 2).
Les fugitifs ont été vus la dernière fois à Guangzhou (Canton). Malko doit s'y rendre pour faire le point. Un visa lui est délivré par Shirley Yip, avec qui d'ailleurs il a une relation sexuelle. Il prend le train pour Canton et arrive dans la mégapole (chapitre 3). Arrivé à Canton, il prend contact avec Jim Mahoney (qui lui conseille de rebrousser chemin) et Li Lu (étudiante à l'université de Canton). Le soir même, de retour à Hong Kong, Malko est agressé par deux Chinois qui tentent de le tuer (chapitre 4).
Des passants étant intervenus, les assaillants prennent la fuite. Philip Drake dit à Malko de se présenter auprès de Mike Henner, ex-agent du MI6 à Macao. Rencontrer l'agent à la retraite, celui-ci révèle à Malko qui a tué Ribeiro : une triade chinoise agissant à l'instigation du Guoanbu, les services secrets chinois (chapitre 5).
En voulant quitter Macao pour retourner à Hong Kong, Malko a encore des tueurs à ses trousses. Il ne peut quitter sain et sauf la mégapole qu'en louant un hélicoptère privé. Malko pense que Tang Ho est lié au Guoanbu car il est au centre des deux affaires : celle de la mort de Ribeiro et celle des deux fugitifs et de leur contact. Il l'annonce à Drake lors de son retour à Hong Kong. Il ne lui reste que 7 jours pour agir (chapitre 6).
Malko continue son enquête, en particulier auprès d'un antiquaire. Mais l'homme est menacé par le  Guoanbu. Un multimillionnaire, Stephen Lee, est rencontré. Il révèle à Philip Drake et à Malko que les deux fugitifs et leur contact sont vivants ; que Tang Ho sait où ils se trouvent ; que Larry Wu, en tant que citoyen américain, sera relâché le jour de l'inauguration du nouveau statut de Hong Kong (1er juillet) ; que le couple Chai Lin/ Hu Wang préparait une immolation par le feu ; qu'ils sont emprisonnés (chapitres 7 et 8).
Malko a une idée pour récupérer les trois prisonniers : les échanger contre Tang Ho, si on parvient à le capturer. Par la suite, Shirley Yip complète les informations : Zhou Zekai, le nouveau chef des services secrets de la Chine populaire à Hong Kong, veut organiser une fausse imolation afin, dans les semaines qui suivront, de pourchasser les militants des droits de l'homme et les libéraux. (chapitres 7 à 9).

## Autour du roman
- C'est la première fois que l'auteur évoque les téléphones portables dans la série romanesque (page 32 : « ils avaient tous leurs portables collés à l'oreille »).
- Malko était déjà venu à Hong Kong presque 30 ans auparavant dans Les Trois Veuves de Hong-Kong (SAS n°12 – 1968).